# Heart of America Sports Attractions
Heart of America Sports Attractions, también conocido como Midwest Wrestling Association, Central States Wrestling y World Wrestling Alliance, fue una promoción de lucha libre profesional que produjo eventos por Kansas, Misuri, Nebraska e Iowa. La promoción tuvo existencia desde julio de 1948 hasta su cierre en 1988. Este territorio fue uno de los originales de la National Wrestling Alliance con dos de los seis “Padres Fundadores” de la NWA (Paul "Pinkie" George y Orville Brown) promocionándola.

## Estelares de Central States
| - Orville Brown - Sonny Myers - Bob Geigel - Pat O'Connor - Harley Race - "Bulldog" Bob Brown - Ox Baker - Bob Sweetan - Bobby Jaggers | - Buzz Tyler - Rufus R. Jones - Mr. Pogo - Gypsy Joe - Akio Sato - Marty Jannetty - Bruiser Brody - Dory Funk, Jr. - Terry Funk | - Bill Dundee - Butch Reed - Slick - Mike George - Art Crews - Timothy Flowers - The Russian Brute | - Buddy Landel - Porkchop Cash - Rip Rogers - Brad & Bart Batten - Earthquake Ferris - Rick McCord - Masa Chono - Curtis Hughes - Danny Little Bear - The Grapplers (Tony Anthony y Len Denton) |

## Campeonatos
| Campeonato                                  | Último Campeón             | Desde                    | Hasta              | Notas |
| ------------------------------------------- | -------------------------- | ------------------------ | ------------------ | --- |
| MWA World Heavyweight Championship          | Orville Brown              | enero de 1940            | octubre de 1948    | Ver listaEl título principal de la promoción de la Midwest Wrestling Association ganada en un principio por Bobby Bruns, retirada cuando la MWA se unió a la National Wrestling Alliance con Brown como el primer campeón.                                               |
| NWA World Heavyweight Championship          | Activo                     |                          |                    | Ver listaComo miembro de la NWA, el NWA World Championship fue reconocido como un título principal dentro de la promoción. |
| NWA Central States Heavyweight Championship | Activo                     | 18 de mayo de 1950       |                    | Ver listaEl título principal de la promoción de la Central States Wrestling, hasta 1988. Desde 2013 el Central States Championship comenzó a ser el título principal de la Central-States Championship Wrestling y en la Midwest Wrestling.                              |
| NWA Central States Tag Team Championship    | Rick Patterson & Steve Ray | 26 de febrero de 1971    | abril de 1988      | Ver listaFue principalmente promocionado en 1961, pero no fue usado con regularidad hasta su reemplazamiento con la versión del Central States, el NWA World Tag Team Championship en 1979, como un campeonato principal de la división en parejas de aquella promoción. |
| NWA Central States Television Championship  | Masahiro Chono             | 1977                     | 1988               | |
| NWA Missouri Heavyweight Championship       | Harley Race                | 16 de septiembre de 1972 | febrero de 1986    | Ver listaUn título principal de la promoción hermana, el St. Louis Wrestling Club reconocido en Kansas City. |
| NWA North American Tag Team Championship    | Great Togo & Tokyo Joe     | 19 de diciembre de 1963  | 1973               | Ver listaDurante una gira del título con Great Togo y Tokyo Joe donde "ascendieron" a la versión del Central States de la NWA World Tag Team Championship. |
| NWA United States Heavyweight Championship  | Eddie Sharkey              | 24 de agosto de 1961     | septiembre de 1968 | |
| NWA World Tag Team Championship             | Bob Brown & Bob Sweetan    | junio de 1958            | 1979               | Ver listaLa versión del Central States del World Tag Team Championship fue abandonado dos veces entre 1960 y 1973. |
| WWA World Heavyweight Championship          | Mike George                | 1988                     |                    | |